# كوجي ناكاتا
كوجي ناكاتا، من مواليد 9 يوليو 1979 في شيغا باليابان، لاعب كرة قدم ياباني،.
ويلعب مع نادي بازل السويسري ومنتخب اليابان لكرة القدم.
بدأ ناكاتا مسيرته الكروية مع نادي كاشيما إنتلرز الياباني في عام 1998، ولعب له حتى عام 2004، وشارك خلال تلك الفترة ب144 مباراة وسجل 27 هدف، وفي موسم 2005/2006 انتقل إلى نادي أولمبيك مارسيليا الفرنسي، وشارك معهم في 9 مباريات ولم يسجل أي هدف وبعدها انتقل إلى نادي بازل السويسري الذي ما زال يلعب له.
وقد بدأ ناكاتا باللعب مع منتخب اليابان لكرة القدم منذ عام 2000، وقد شارك في كأس العالم لكرة القدم 2002 وكأس العالم لكرة القدم 2006.

## مسيرته الكروية
لعب كوجي ناكاتا خلال مسيرته الاحترافية مع 3 أندية في تسعة عشر موسمًا وسجل خلالها 36 هدفًا ضمن 337 مباراة. حيث فاز في أربعة مواسم بالكأس وفي ستة مواسم بالدوري.
خاض كوجي ناكاتا مسيرته مع نادي كاشيما أنتلرز في موسم 1998 في المرة الأولى ليلعب معه سبعة مواسم ثم في موسم 2008 ليلعب معه سبعة مواسم، مشاركًا طوالها في 266 مباراة سجل خلالها 33 هدفًا. ثم انتقل إلى نادي أولمبيك مارسيليا في موسم 2004–05 ولمدة موسمين، حيث شارك في 9 مباريات ولم يسجل أي هدف. لينتقل بعدها إلى نادي بازل في موسم 2005–06 واستمر معه طيلة ثلاثة مواسم، مشاركًا في 62 مباراة سجل خلالها 3 أهداف.

## كأس آسيا 2004
و قد سجل هدف في مرمى منتخب البحرين لكرة القدم، وقد سجل هدف في مرمى منتخب الصين لكرة القدم.

## روابط خارجية
- كوجي ناكاتا على موقع الاتحاد الدولي (مؤرشف)  (الإنجليزية)
- كوجي ناكاتا على موقع رابطة كرة القدم اليابانية للمحترفين (اليابانية)
- كوجي ناكاتا على موقع قاعدة بيانات كرة القدم.إي يو (الإنجليزية)
- كوجي ناكاتا على موقع ناشيونال فوتبول تيمز (الإنجليزية)
- كوجي ناكاتا على موقع Soccerway.com (الإنجليزية)
- كوجي ناكاتا على موقع عالم كرة القدم.نت (الإنجليزية)
- كوجي ناكاتا على موقع كووورة
- كوجي ناكاتا على موقع أوليمبيديا (الإنجليزية)